# Tococa cinnamomea
Tococa cinnamomea är en tvåhjärtbladig växtart som beskrevs av José Jéronimo Triana. Tococa cinnamomea ingår i släktet Tococa och familjen Melastomataceae. Inga underarter finns listade i Catalogue of Life.